# Feliz año pasado
Feliz año pasado (en tailandés, ฮาวทูทิ้ง ทิ้งอย่างไร..ไม่ให้เหลือเธอ) es una película de drama romántico tailandesa de 2019 dirigida por Nawapol grattanarit Thamron. Fue seleccionada como la entrada tailandesa a la Mejor Película Internacional en la 93.ª edición de los Premios Óscar, pero no fue nominada.

## Sinopsis
Una mujer llamada Jean (Chutimon Chuengcharoensukying) regresa a su hogar en Bangkok después de pasar tres años en Suecia y comienza a ordenar la casa de su familia, tirando todo lo que ha estado sin usar. Sin embargo, se enfrenta a un gran desafío. Cuando se encuentra con algunos artículos que pertenecieron a su exnovio llamado Aim, (Suwanmethanont). Los recuerdos de su pasado llegaron a Jean y Aim, mientras intentan reavivar su amistad a pesar de que se separaron como resultado de los planes de toda la vida de Jean de ser diseñadora de interiores.

## Reparto
- Chutimon Chuengcharoensukying como Jean
- Sunny Suwanmethanont como Aim
- Sarika Sartsilpsupa como Mi
- Apasiri Chantrasmi como La madre de Jean
- Thirawat Ngosawang como Jay
- Patcha Kitchaicharoen como Rosa

## Reconocimientos
| Fecha                   | Premio                            | Categoría                           | Destinatario(s) y nominado(s) | Resultado | Ref.  |
| ----------------------- | --------------------------------- | ----------------------------------- | ----------------------------- | --------- | ----- |
| 30 de diciembre de 2021 | 34.ª Premios Gallo de Oro (China) | Mejor película en lengua extranjera | Feliz año pasado              | Nominada  | [ 3 ] |